# Actias malaisei
Actias malaisei är en fjärilsart som beskrevs av Felix Bryk 1944. Actias malaisei ingår i släktet månspinnare, och familjen påfågelspinnare. Inga underarter finns listade i Catalogue of Life.